# Метенс, Фриц Янович
Фриц Янович Метенс, другой вариант фамилии — Метенс-Мертенс (латыш. Fricis Metens-Mertens; 14 декабря 1911 года — 20 марта 1966 года, Латвийская ССР) — бригадир колхоза имени Молотова Талсинского района Латвийской ССР. Герой Социалистического Труда (1952).
С 1950 года — тракторист, бригадир тракторной бригады колхоза имени Молотова Талсинского района.
Указом Президиума Верховного Совета СССР от 8 марта 1952 года удостоен звания Героя Социалистического Труда с вручением ордена Ленина и золотой медали Серп и Молот.
Умер в марте 1966 года.